# Elisa McCausland
Elisa McCausland (Madrid, 29 de septiembre de 1983) es una periodista, crítica e investigadora española especializada en cultura popular y feminismo. En noviembre de 2018, recibió el premio Ignotus en la categoría de ensayo por su libro Wonder Woman: El feminismo como superpoder.

## Trayectoria
Licenciada en Ciencias de la Información por la Universidad Complutense de Madrid (UCM) en 2006, McCausland sigue vinculada al mundo de la academia como investigadora y donde está desarrollando su tesis doctoral en torno al arquetipo de la superheroína.
Como redactora, escribe sobre cómic desde 2013 en el periódico Diagonal (actualmente, El Salto). En 2014 empezó a colaborar también con la revista digital CuCo Cuadernos de Cómic así como con Pikara Magazine y, un año después, en 2015, con Canino. También ha colaborado de forma puntual con eldiario.es, Rockdelux, Jot Down, Caimán, Cuadernos de Cine o Dirigido por entre otras publicaciones.
McCausland también trabaja dentro del mundo de la radio y el podcasting. Desde 2013, como parte del colectivo Sangre Fucsia, colabora en su fanzine sonoro feminista donde participa hablando de cómic y feminismo.  Desde 2014 colabora en el podcast Rock & Comics con la sección "Transmutaciones Postheroicas", donde aborda el potencial subversivo de la superheroína. Además, dirige y conduce el programa mensual Isla Paraíso para la radio en línea de El Estado Mental desde 2015. Es colaboradora de los programas de radio Efecto Doppler, Tres en la carretera y Territorio 9 de Radio 3.
En 2014, fundó junto a la ilustradora Carla Berrocal, la historietista Ana Miralles y la autora Marika Vila el Colectivo de Autoras de Cómic (AC) para luchar por la igualdad y contra el sexismo en el mundo de la viñeta. Como parte de la lucha de esta organización por la visibilización de autoras de cómic, en noviembre de 2016, McCausland comisarió junto a Carla Berrocal la exposición Presentes: Autoras de tebeo de ayer y hoy. El proyecto, que contó con el apoyo de la Agencia Española de Cooperación Internacional para el Desarrollo (AECID), publicó además un libro con las biografías de 52 autoras de cómic españolas olvidadas por la historia.
Su ensayo Wonder Woman: El feminismo como superpoder (2017) tuvo un gran impacto desde el momento de su lanzamiento y recibió muy buenas críticas. En 2019, publicó junto a Diego Salgado Supernovas. Una historia feminista de la ciencia ficción audiovisual un recorrido con perspectiva de género a través de la historia del audiovisual fantástico.

## Reconocimientos
En septiembre de 2018, McCausland recibió el premio de la crítica a la Mejor Obra Teórica en las Jornadas Internacionales del Cómic Villa de Avilés que organiza la revista de información sobre cómic Dolmen por su ensayo Wonder Woman: El feminismo como superpoder. En noviembre de ese mismo año, la Asociación Española de Fantasía, Ciencia Ficción y Terror (AEFCFT) concedió a McCausland el premio Ignotus en la categoría de ensayo.

## Obra
- 2013 – Los Vengadores: Poder Absoluto. Libro colectivo. Dolmen Editorial. ISBN 9788415296775.[15]
- 2013 – Watchmen: Radiografías de una explosión. Libro colectivo. Modernito books. ISBN 9788493950262.[16]
- 2013 – Batman desde la periferia. Libro colectivo. Alpha Decay. ISBN 978-84-92837-59-5.[17]
- 2014 – Los héroes están muertos: Heroísmo y villanía en la televisión del nuevo milenio. Libro colectivo. Dolmen Editorial. ISBN 978-84-15932-42-0.[18]
- 2015 – Yo soy más de series. Libro colectivo. Esdrújula Ediciones. ISBN 978-84-16485-24-6.[19]
- 2017 – Wonder Woman: El feminismo como superpoder. Errata Naturae. ISBN 9788416544431.
- 2019 – Supernovas. Una historia feminista de la ciencia ficción audiovisual. Errata Naturae. ISBN 9788417800338
- 2022 – Sueños y fábulas: Historia de Vertigo. Con Diego Salgado. ECC Ediciones. ISBN 978-8419021854.
- 2023 – Beso negro. Brujería, cine y cultura pop. Hermenaute. ISBN 9788412602760.
- 2024 – Viñetaria. Con Diego Salgado. Ediciones Cátedra. ISBN 978-84-376-4785-2.